# Despina Vandi
Despina Vandi (gr. Δέσποινα Βανδή, właśc. Despina Malea gr. Δέσποινα Μάλεα, ur. 22 lipca 1969) – grecka piosenkarka.

## Życiorys
Urodziła się w Tybindze koło Stuttgartu w Niemczech Zachodnich. Rodzina Vandi wróciła do Kawali (Grecja), gdy miała sześć lat. Później rozpoczęła studia na Uniwersytecie w Salonikach, ale w końcu zrezygnowała, aby rozpocząć karierę muzyczną. Po przeprowadzce do Aten na początku lat 90. i występach w klubach nocnych przez kilka lat, Vandi podpisała kontrakt płytowy z Minos EMI i wydała dwa albumy Jela Mu (w 1994 roku) i Esena Perimeno (w 1996 roku).
Następnie rozpoczęła wyłączną współpracę z autorem tekstów i producentem Fiwosem. Stało się to jednym z najbardziej udanych partnerstw w historii greckiej muzyki – wydała swój trzeci album Deka Endoles (1997 rok), a także album Profities (1999 rok), gdzie włączyła elementy muzyki popowej do muzyki laïko, czyniąc go jednym z najbardziej znanych przedstawicieli gatunku laïko/pop, który kwitł do połowy 2000 roku. Jej singiel Ipofero (2000 rok) stał się najlepiej sprzedającym się singlem wszech czasów w Grecji. Po odejściu Fiwosa z Minos EMI, Vandi podążyła za nim do nowo utworzonej niezależnej wytwórni Heaven Music i wydała album Jia (2001), który stał się i pozostaje największym sukcesem komercyjnym zarówno piosenkarki jak i wytwórni, jak również jednym z najlepiej sprzedających się albumów wszech czasów w Grecji i na Cyprze. Niektóre z singli z albumu Jia zyskały zainteresowanie na rynkach sąsiednich, wskutek czego Vandi wydała album za granicą z dodatkiem kilku singli w języku angielskim. Podczas gdy Jia odniósł pewien sukces, górując na listach US Billboard Hot Dance Airplay, dwa późniejsze single były już mniej udane, a artystka nie podejmowała dalszych prób. Piosenkarka wyszła za mąż za greckiego piłkarza Demisa Nikolaidisa. W 2003 roku ukazał się jej pierwszy album koncertowy, a po przerwie związanej z jej ciążą, powróciła z albumem Stin awli tu Paradisu (2004 rok).
Mimo że jego sprzedaż była znacznie niższa niż jej poprzedniego albumu, odniósł on sukces komercyjny – zdobył kilka platynowych płyt i stał jej trzecim albumem, który osiągnął sześciocyfrową sprzedaż. Po kolejnej trzyletniej przerwie związanej z jej drugą ciążą, Vandi wydała swój kolejny album 10 Chronia Mazi (2007 rok), na dziesięcioletnie obchody jej współpracy z wytwórnią Fiwos. Piosenkarka po raz kolejny podążyła za swoim producentem przenosząc współpracę do nowej wytwórni Spicy Effect. Jej ósmy studyjny album C'est La Vie był pierwszym jaki powstał w tej wytwórni.
Despina Vandi zdobyła trzy nagrody Arion Music Awards, dziesięć MAD Video Music Awards, siedem Pop Corn Music Awards i jedną World Music Award, stając się pierwszym greckim artystą nagrywającym w Grecji, który kiedykolwiek wygrał nagrodę. 14 marca 2010 roku Alpha TV umiejscowiło piosenkarkę na czwartym miejscu wśród certyfikowanych greckich artystek (od 1960 roku), z 11 nagraniami, które zdobyły status płyty platynowej lub multi-platynowej i trzech złotych przez International Federation of the Phonographic Industry of Greece. Według Heaven Music, do 2007 roku artystka sprzedała milion płyt w Grecji.

## Dyskografia

### Albumy
- Gela Mou (1994)
- Esena Perimeno (1996)
- Deka Endoles (1997)
- Profities (1999)
- Jia (2001)
- Despina Vandi Live (2003)
- Stin Awli Tu Paradisu (2004)
- 10 Ch.M. (2007)
- C'est La Vie (2010)
- Alaksa (2012)
- De Me Stamatises (2014)
- Afti Ine I Diafora Mas (2016)

### Single
- Spánia (1997)
- Ipofero (2000)
- Ánte Ja (2002)
- Jia (2003)
- Opa Opa (2004)
- Come Along Now (2004)
- Jambi (2006)
- Kálanda (2006)

### Kompilacje
- Despina Vandi: The best of
- Jia Collector’s Edition
- Live
- Ta laika tis Despinas
- Despina Vandi Ballads
- Despina Vandi
- Stin awli tu Paradisu Special Edition